# Blatni Vrh
Blatni Vrh je naselje v Občini Laško